# Драгомилићи (Калиновик)
Драгомилићи је насељено мјесто у општини Калиновик, Република Српска, БиХ. Према попису становништва из 1991. године у насељу је живјело 34 становника. Према попису становништва из 2013. у насељу није било становника.

## Географија
Већи дио насеља је након потписивања Дејтонског споразума припао Општини Фоча-Устиколина у Босанско-подрињском кантону, Федерација Босне и Херцеговине. 

## Становништво
| Националност | 2013. | 1991.       | 1981.       | 1971.       | 1961. | 1953. | 1948. |
| Муслимани    | –     | 25 (73,53%) | 70 (79,55%) | 94 (81,03%) | –     | –     | –     |
| Срби         | –     | 9 (26,47%)  | 18 (20,45%) | 22 (18,97%) | –     | –     | –     |
| Укупно       | 0     | 34          | 88          | 116         | –     | –     | –     |

| Демографија | Демографија | Демографија |
| Година      | Становника  | Становника  |
| ----------- | ----------- | ----------- |
| 1971.       | 116         |             |
| 1981.       | 88          |             |
| 1991.       | 34          |             |
| 2013.       | 0           |             |